# Cyphocarpa orthacanthoides
Cyphocarpa orthacanthoides är en amarantväxtart som beskrevs av Karl Suessenguth. Cyphocarpa orthacanthoides ingår i släktet Cyphocarpa, och familjen amarantväxter. Inga underarter finns listade i Catalogue of Life.